# FC Barcelona B (basquete)
O FC Barcelona Lassa B é a equipe reserva do FC Barcelona Lassa. Atualmente a equipe disputa a LEB Oro.

## História
Em 2003 foram campeões da Liga EBA e promovidos para a LEB 2, mas renunciou a ascensão. Depois de um acordo de colaboração entre FC Barcelona com o CB Cornellà para que a equipe reserva do FC Barcelona fosse representada pelo Cornellà, sendo que este acordo durou entre 2005 e 2010. Em 2010, foi reaberto FC Barcelona B para disputar a LEB Plata e a LEB Oro em 2012, quando herdou uma vaga que estava em aberto.

## Histórico de Temporadas
| Tenporada | Nível                                | Divisão                              | Pos.                                 | Classificação                        | TR                                   | PO                                   | Competições                          | Competições                          |
| --------- | ------------------------------------ | ------------------------------------ | ------------------------------------ | ------------------------------------ | ------------------------------------ | ------------------------------------ | ------------------------------------ | ------------------------------------ |
| 1997–98   | 3                                    | Liga EBA                             | 1                                    | Quartas de Final                     | 20–6                                 |                                      | Copa EBA                             | VC                                   |
| 1998–99   | 3                                    | Liga EBA                             | 4                                    | –                                    | 19–11                                | –                                    | –                                    | –                                    |
| 1999–00   | 3                                    | Liga EBA                             | 6                                    | –                                    | 14–12                                | –                                    | –                                    | –                                    |
| 2000–01   | 4                                    | Liga EBA                             | 4                                    | –                                    | 23–7                                 | –                                    | –                                    | –                                    |
| 2001–02   | 4                                    | Liga EBA                             | 5                                    | –                                    | 20–12                                | –                                    | –                                    | –                                    |
| 2002–03   | 4                                    | Liga EBA                             | 3                                    | PromovidoCampeão                     | 20–10                                | 4–1                                  | –                                    | –                                    |
| 2003–04   | 4                                    | Liga EBA                             | 4                                    | –                                    | –                                    | 21–9                                 | –                                    | –                                    |
| 2004–05   | 4                                    | Liga EBA                             | 9                                    | –                                    | 15–15                                | –                                    | –                                    | –                                    |
| 2005–10   | Não participou de nenhuma competição | Não participou de nenhuma competição | Não participou de nenhuma competição | Não participou de nenhuma competição | Não participou de nenhuma competição | Não participou de nenhuma competição | Não participou de nenhuma competição | Não participou de nenhuma competição |
| 2010–11   | 3                                    | LEB Plata                            | 10                                   | –                                    | 11–17                                | –                                    | –                                    | –                                    |
| 2011–12   | 3                                    | LEB Plata                            | 5                                    | Semifinalista                        | 12–12                                | 3–3                                  | –                                    | –                                    |
| 2012–13   | 2                                    | LEB Oro                              | 10                                   | –                                    | 11–15                                | –                                    | –                                    | –                                    |
| 2013–14   | 2                                    | LEB Oro                              | 13                                   | Rebaixado                            | 5–21                                 | –                                    | –                                    | –                                    |
| 2014–15   | 3                                    | LEB Plata                            | 13                                   | –                                    | 9–19                                 | –                                    | –                                    | –                                    |
| 2015–16   | 2                                    | LEB Oro                              | 12                                   | –                                    | 13–17                                | –                                    | –                                    | –                                    |
| 2016-17   | 2                                    | LEB Oro                              | 14                                   | -                                    | 13-21                                | -                                    | -                                    | -                                    |
| 2017-18   | 2                                    | LEB Oro                              |                                      |                                      |                                      |                                      |                                      |                                      |

## Troféus e Conquistas

### Troféus
- Liga EBA: (1)
  - 2003

### Prêmios Individuais
LEB Oro Rising star
- Mario Hezonja – 2013
- Marc García – 2016

## Ligações Externas
- Official website
- FC Barcelona Lassa B at FEB.es